# Groupe des 184
Le Groupe des 184 fut un collectif politique haïtien créé en 2003 et regroupant des associations et une certaine élite composée d'hommes d'affaires et de responsables de divers secteurs économiques de la société haïtienne, hostiles au président Jean Bertrand Aristide et à son parti politique le Fanmi Lavalas. Le coordinateur de cette coalition de 184 organisations de la société civile, était André Apaid (en), homme d'affaires américano-haïtien, son père était un supporter des présidents Duvalier.
Les membres du Groupe des 184 ont joué un rôle important dans les mobilisations qui ont abouti à la chute de l’ancien Président Jean Bertrand Aristide en février 2004. Le groupe disposait d'importants moyens financiers et d'un lobbying efficace auprès d'un certain nombre d'ambassades étrangères à Port-au-Prince.
Le groupe fut étroitement lié à sa création par l'International Republican Institute, fondation politique liée au Parti républicain et à l'administration de George W. Bush. L'objectif de ce Groupe des 184, était d'ouvrir davantage Haïti aux capitaux des financiers et banquiers américains et contrer ceux qui s'opposeraient à cette ouverture d'Haïti aux investisseurs et industriels des États-Unis. Le président Aristide tenta de s'opposer à la mainmise des financiers internationaux notamment sur le secteur public haïtien.
La méthode de travail du Groupe des 184 consista en l'animation de débats dans les différentes villes du pays au moyen d'une "Caravane de l'Espoir" et dans la diaspora. Au sein de ces débats, un projet de Contrat social s'élabora afin d'adopter à travers ces réunions, la synthèse de l'ensemble des propositions rédigées sous forme de documents visant à construire un contrat social. Le document final du contrat social devant être prêt pour février 2005, avant le début prévu de la campagne électorale.
Ce « contrat social » visait l’avenir. Ainsi, il ne répondait donc pas aux questions ponctuelles qui se posaient en Haïti. La vie chère qui augmente, le chômage et l’insécurité qui ne diminuent pas, les travaux d’infrastructures qui n’ont même pas été entamés, la question des anciens militaires non résolue, les groupes armés se disant partisans d’Aristide qui reprennent du service, la justice qui est lettre morte et les élections incertaines.
Le 12 juillet 2003, la Caravane de l'Espoir fut violemment prise à partie par les partisans du président Aristide et ses troupes de choc, les Chimères.
La rébellion et le renversement du président Aristide puis son départ précipité par l'armée américaine en février 2004 vont modifier la donne. Gérard Latortue est nommé premier Ministre par intérim et Me Bonifas Alexandre président de la cour de cassation est nommé président provisoire selon le prescrit de la constitution haïtienne, dans l'attente de nouvelles élections présidentielles[réf. souhaitée].
En février 2006, lors de l'élection du président René Préval, le Groupe des 184 a regretté que le comptage des voix et la proclamation des résultats se soient effectués avec un manque de transparence évident, néanmoins le Groupe des 184 prend acte de l’élection de Monsieur René Préval comme Président de la République.

## Sources
1. ↑  (en) La Droite américaine et le soutien au groupe des 184
2. ↑  (en) Le Groupe des 184 et le Parti républicain américain
3. ↑  Les représentants du Groupe des 184 à Paris
4. ↑  La Caravane de l'Espoir
5. ↑  Élection de René Préval